# Hypognatha carpish
Hypognatha carpish Levi, 1996 è un ragno appartenente alla famiglia Araneidae.

## Etimologia
Il nome della specie deriva dalla località peruviana di rinvenimento: la catena montuosa dei monti Carpish

## Caratteristiche
L'olotipo maschile rinvenuto ha dimensioni: cefalotorace lungo 1,45 mm, largo 1,26 mm; opistosoma lungo 2,5 mm, largo 2,4 mm.

## Distribuzione
La specie è stata reperita in Perù: sul lato occidentale dei monti Carpish, 64 km a sudovest di Tingo María, nella regione di Huánuco.

## Tassonomia
Al 2014 non sono note sottospecie e dal 1996 non sono stati esaminati nuovi esemplari.